# Ngân hàng dự trữ liên bang New York

Bản đồ các khu vực của Cục Dữ trữ Liên bang Hoa Kỳ

Ngân hàng Dự trữ Liên bang New York là một trong 12 ngân hàng khu vực của Cục Dự trữ Liên bang Hoa Kỳ. Nó được đặt tại  số 33 Liberty Street, New York, Tiểu bang New York, với văn phòng thứ hai ở thành phố Buffalo, New York. Ngân hàng này quản lý khu vực thứ hai chịu của hệ thống Dự trữ Liên bang, bao gồm tiểu bang New York, 12 quận miền bắc của New Jersey, Fairfield County ở Connecticut, Puerto Rico và Quần đảo Virgin thuộc Mỹ.

## Ngân hàng khu vực quyền lực nhất của Cục Dự trữ Liên bang
Kể từ khi sáng lập của hệ thống Dự trữ Liên bang, Ngân hàng Dự trữ Liên bang New York ở khu vực tài chính của Manhattan là nơi mà chính sách tiền tệ ở Hoa Kỳ cũng được thực thi, mặc dù việc quyết định chính sách ở Washington, DC do Hội đồng thống đốc của Cục Dự trữ Liên bang. Ngân hàng Dự trữ liên bang New York là lớn nhất, về mặt tài sản, và quan trọng nhất trong mười hai ngân hàng khu vực. Hoạt động tại thủ đô tài chính của Hoa Kỳ, ngân hàng này có trách nhiệm tiến hành các giao dịch trên thị trường, mua và bán trái phiếu liên bang Hoa Kỳ. Lưu ý rằng trách nhiệm phát hành trái phiếu liên bang là của Cơ quan quản lý công nợ Hoa Kỳ. Năm 2003, Fedwire - hệ thống của Fed cho việc kết chuyển số dư giữa nó và các ngân hàng, chuyển 1,8 nghìn tỷ đôla một ngày ở dạng các quỹ, trong đó có khoảng 1,1 nghìn tỷ đôla từ khu vực thứ hai này. Ngoài ra, Ngân hàng Dự trữ liên bang New York giao dịch 1,3 nghìn tỷ đôla chứng khoán một ngày, trong đó có 1,2 nghìn tỷ từ khu vực thứ hai. Nó cũng chịu trách nhiệm thực hiện chính sách tỷ giá bằng hoạt động mua bán đô la dưới sự chỉ đạo Cơ quan quản lý ngân khố Hoa Kỳ. Đây cũng là ngân hàng khu vực duy nhất có một phiếu thường trực trong Uỷ ban Thị trường của Fed và Chủ tịch của nó theo truyền thống luôn là Phó chủ  tịch uỷ ban này. Chủ tịch Ngân hàng là  Timothy F. Geithner.
Ngân hàng Dự trữ liên bang New York bắt đầu hoạt động ngày 16 tháng 11 năm 1914 dưới sự lãnh đạo của Benjamin Strong con, người trước đó là chủ tịch của công ty Bankers Trust. Ông đã lãnh đạo Ngân hàng đến khi qua đời năm 1928. Ngân hàng Fed New York đã phát triển nhanh chóng trong những năm đầu, do đó cần thiết phải có một trụ sở mới.

## Trụ sở số 33 Liberty Street, thành phố New York

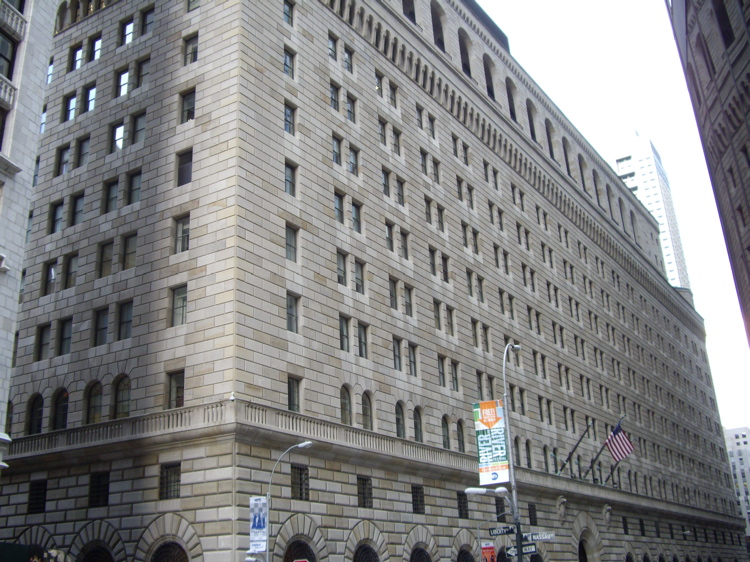
Trụ sở của Ngân hàng Dự trữ Liên bang New York

Một cuộc thi các thiết kế của toà nhà đã được tổ chức và hãng thiết kế York và Sawyer giành chiến thắng. Ngân hàng chuyển đến vị trí hiện tại năm 1928.
Ngân hàng Dự trữ Liên bang New York duy trì một két ngầm nằm sâu 86 feet (26 m) dưới mực nước biển, toạ lạc trên lớp đá móng của đảo Manhattan. Tới năm 1927, két này chứa mười phần trăm vàng dự trữ chính thức của thế giới. Hiện nay, nó là kho chứa vàng lớn nhất trên thế giới (tuy nhiên, điều này không thể xác nhận được bởi Ngân hàng Thụy Sĩ không báo cáo lượng dự trữ vàng của họ) và giữ khoảng 5000 tấn vàng thỏi (160 tỷ đôla tại thời điểm tháng 3 năm 2008), nhiều hơn cả lượng vàng ở căn cứ Fort Knox. Số vàng là tài sản của các ngân hàng trung ương nước ngoài và các tổ chức quốc tế. Ngân hàng Dự trữ Liên bang không sở hữu vàng nhưng phục vụ với tư cách người trông coi các kim loại quý hiếm này. Nó trông coi miễn phí như là một cử chỉ thiện chí với các quốc gia khác.

## Các Chủ tịch
- Timothy F. Geithner, 2003–nay
- William J. McDonough, 1993–2003
- E. Gerald Corrigan, 1985–1993
- Anthony M. Solomon, 1980–1985
- Paul Volcker, 1975–1979
- Alfred Hayes, 1956–1975
- Allan Sproul, 1941–1956
- George L. Harrison, 1928–1940
- Benjamin Strong Jr., 1914–1928